# Erioptera meijerei
Erioptera meijerei là một loài ruồi trong họ Limoniidae. Chúng phân bố ở miền Cổ bắc.